# Santa Maria de Torredenegó
Santa Maria de Torredenegó és l'església parroquial del nucli de Torredenegó, al municipi de Llobera de la comarca del Solsonès. És un monument protegit i inventariat dins el Patrimoni Arquitectònic Català

## Descripció

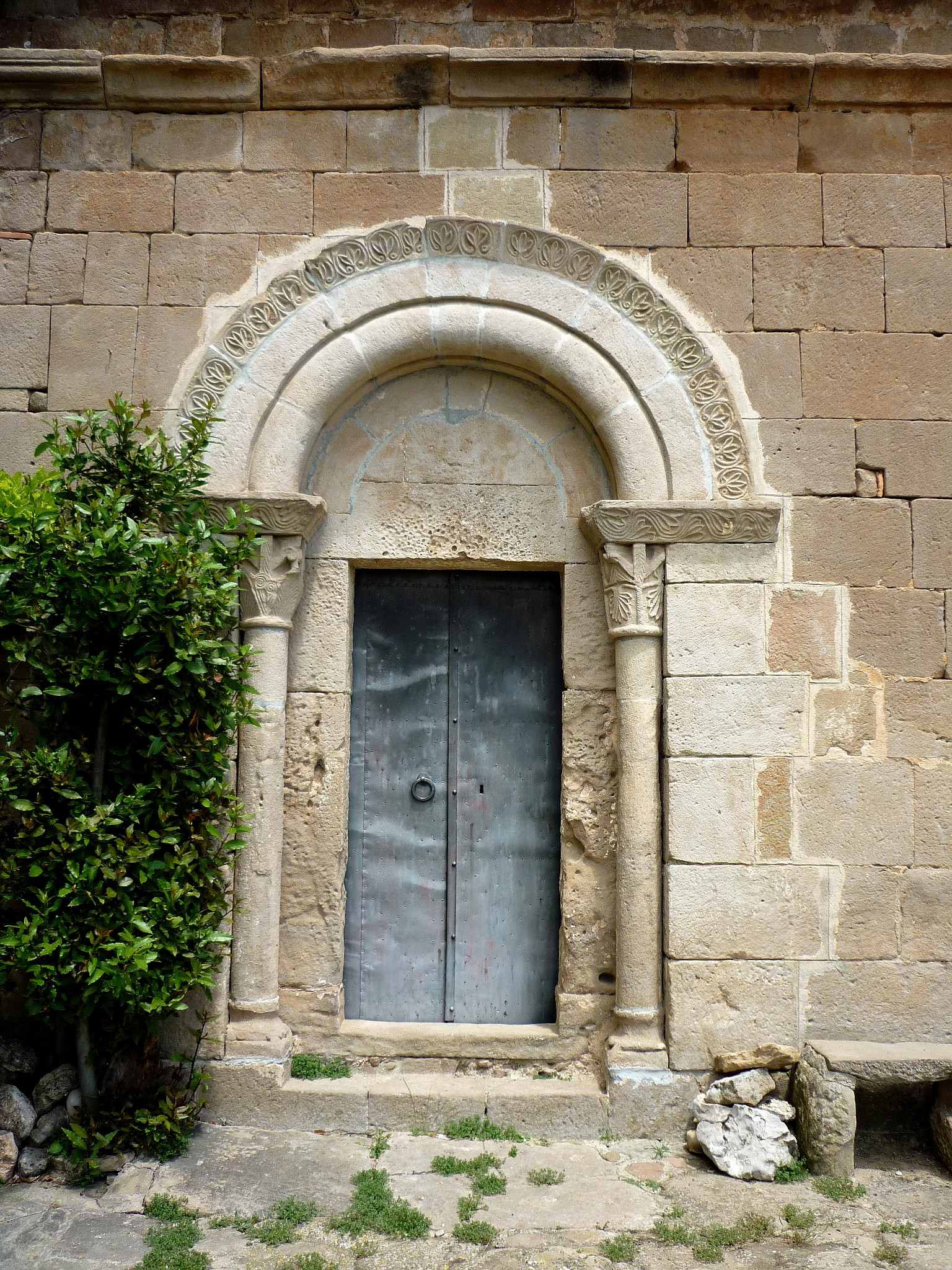
Portalada

Conserva encara l'estructura romànica del segle xii. La planta és rectangular i de nau única. L'interior de la nau presenta una volta de canó i l'absis s'obre amb un arc preabsidal. L'absis és semicircular amb el parament format per grans carreus escairats i de bona talla menys a la base, on són més grans i irregulars. L'absis presenta una cornisa de peces trapezoïdals en bisell i dues obertures: una al centre, amb arc de mig punt de pedra única i d'una esqueixada; l'altra rectangular al cantó de migdia. La portalada s'obre al mur de migdia. Té dues columnes a banda i banda amb base llisa i capitell decorat amb motius vegetals. L'arquivolta té un bordó que segueix les columnes, una franja ampla sense decoració i una banda lleugerament encorbada, decorada amb palmetes sense interrupció. Alguns elements originals es conserven al Museu Diocesà de Solsona. Al frontis s'alça un campanar d'espadanya amb dues obertures. Té enganxada la rectoria.

## Notícies històriques
La primera notícia és del 1142. És un document que l'anomena "Sancte Marie de Turre de Negó". Aquest topònim fa referència a torre o mas fortificat, al voltant del qual s'estenia una zona que devia tenir per senyor un tal Enneg o Ennegó, persona de la primera època de la conquesta. En el seu terme hi havia ja al Segle XI diverses propietats feudals sota el domini dels comtes d'Urgell. Al segle xi apareix com a senyor Amaltruda, de la família vescomtal de Cardona. El 1158 posseïen aquest sector Pere i Arnau de Freixenet, que feren donacions de terres a Santa Maria de Solsona. Als documents, doncs, dels segles xi i xii, Torredenegó és entès com un terme si fa no fa estès, amb diferents masos escampats. L'any 1313 adquirí la categoria de parròquia. El 1593, amb la creació del Bisbat de Solsona, encara la mantenia, per bé que posteriorment la perdé. Segons una llinda datada l'any 1660, a la segona meitat del segle xvii l'església va ser ampliada pel cantó nord amb un cos que servia de sagristia. També s'hi afegí un cor postís. Des de 1936 la seva portalada es conserva al Museu Diocesà i Comarcal de Solsona. A l'església en el seu lloc hi havia una porta nova, que intentava recordar l'original. Finalment la direcció del Museu, a instàncies de la gent del poble, el 1988, restituí a la portalada del temple el complement de columnes, capitells i arcada que hi havia hagut.